# クラブ関西
一般社団法人クラブ関西（いっぱんしゃだんほうじんクラブかんさい）は、関西、特に大阪で活動する経済人や文化人を会員とする一般社団法人。
- 設立：1948年（昭和23年）2月5日
- 所在地：大阪市北区堂島浜1丁目3−11

## 設立の経緯
戦後のGHQの指令による公職追放や財閥解体で従来の経営者達が退陣し、代わりに登場した若い経営者達の相互の人間関係が希薄だったことを心配した旭化成の堀朋近が、若い経営者同士が集まれるクラブの創設を呼びかけて設立された関西の文化人や経済人たちによる会員組織である。
発起人は当時の住友銀行頭取鈴木剛 (経営者) 、事務局長は哲学者・小島威彦で設立準備が進められ、1948年（昭和23年）2月5日に設立総会を開催し設立された。
当初は堀朋近の自宅跡に建設された旭化成の「白雲ビル」の2階を使用していたが、手狭になった為、当時進駐軍が拘置所として用いていた堂島米会所の跡地の一角を買収して独自の会館を建設し、現在地に移転した。
1984年には隣接する大阪テレビ放送社屋跡地を含めた再開発事業に参画して現在の建物に建て替えを行った。

## 参照
- クラブヒストリー｜一般社団法人クラブ関西